# Saint-Bonnet-les-Oules
Saint-Bonnet-les-Oules – miejscowość i gmina we Francji, w regionie Owernia-Rodan-Alpy, w departamencie Loara.
Według danych na rok 1990 gminę zamieszkiwały 982 osoby, a gęstość zaludnienia wynosiła 79 osób/km² (wśród 2880 gmin regionu Rodan-Alpy Saint-Bonnet-les-Oules plasuje się na 793. miejscu pod względem liczby ludności, natomiast pod względem powierzchni na miejscu 943.).